# August Stepan
Pour les articles homonymes, voir Stepan.
August Stepan (1915-2003) est un ingénieur aéronautique autrichien.